# Revda (oblast Sverdlovsk)
Revda (Russisch: Ревда) is een Russische stad ten oosten van de Oeral in de Centrale Oeral aan de rivier de Revda (zijrivier van de Tsjoesovaja) en de Oevervijver (берегах пруда) op 42 kilometer ten westen van Jekaterinenburg. De stad wordt ook wel de "eerste stad van Europa" genoemd vanwege haar ligging naast de officiële grens tussen Azië en Europa (60e breedtegraad). Samen met Pervo-oeralsk ten noorden ervan heeft de stad een groot industriegebied met veel metallurgie.

## Geschiedenis
De plaats werd gesticht in 1731 toen er een ijzersmelterij en ijzerverwerkingsfabriek werd gesticht door Akinfi Demidov. Als officiële datum wordt echter 4 september 1734 aangehouden; de dag waarop het eerste gietijzer werd gesmolten.
Revda staat bekend om de vele opstanden die er zijn geweest onder de lokale houtskoolbranders, waarvan de grootste in 1841 was. Op 3 mei 1935 kreeg Revda de status van stad.

## Economie

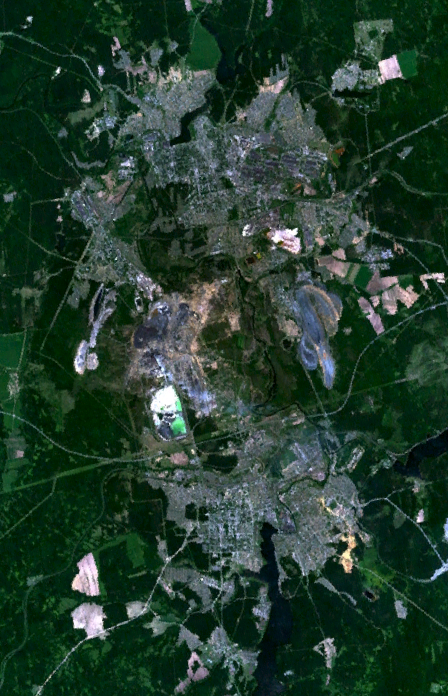
Revda (onder) en Pervo-oeralsk (boven) en het industriegebied ertussen. Het linkergedeelte van het industriegebied omvat het terrein van de kopersmelterij SUMZ. De rechterzijde geeft het noorden weer.

Revda heeft als belangrijkste economische activiteiten het smelten van koper (een van de belangrijkste van de Oeral, met veel chemische productie), metallurgische activiteiten, de verwerking van non-ferro metalen, een steenfabriek en andere activiteiten. Vier van de bedrijven, waar een groot deel van de bevolking werkt, behoren tot 3 grote metallurgie conglomeraten in de Oeral: mijnbouw en metallurgisch bedrijf van de Oeral (SUMZ uit Sredneoeralsk en Kizavod), Russisch Koperbedrijf (OTSM uit Kirov) en de metallurgische holding (filiaal van NSMMZ uit Nizjni Tagil). Vooral door de activiteiten van SUMZ (de kopersmelterij) en op de tweede plaats NSMMZ is het bodem van het industriegebied tussen Revda en Pervo-oeralsk tot een van de meest vervuilde industriële gebieden van Rusland verworden (zie "Ural industrial zone" uit 1996). Met name zware metalen zijn gevonden in de bodem en in de Tsjoesovajarivier. In de bossen rondom de stad is de bodem echter wel schoon en men is bezig om de ecologische situatie te verbeteren.
De stad heeft een treinstation aan de spoorlijn van Kazan naar Jekaterinenburg.
In de buurt van de stad bevindt zich de berg Voltsjicha die met 529 meter een van de hogere toppen is van de Centrale oeral en waar zich een skigebied bevindt.

## Demografie
| Ontwikkeling van het inwoneraantal |        |        |        |        |        |        |        |
| Jaar                               | 1926   | 1939   | 1959   | 1970   | 1979   | 1989   | 2002   |
| Bevolking                          | 10.000 | 32.000 | 54.900 | 59.100 | 62.900 | 65.900 | 62.700 |